# Astra Space
Astra, Inc., (раніше відома як Ventions LLC) — приватна американська космічна компанія, базується в Аламіда (Каліфорнія).
Astra є підрядником і постачальником технологій для програми Агентства перспективних дослідницьких проектів в області оборони (DARPA), забезпечуючи космічні старти з повітря (ALASA) за програмою Small Air Launch Vehicle to Orbit (SALVO). Зокрема, в 2014 році компанія розробляла літак для запуску ракет-носіїв, які виводять корисні навантаження розміру кубсат на низьку навколоземну орбіту.
Astra розробила і тестує РН власного виробництва Rocket.
Також розробляє рідинні двопаливними рухові установки для DARPA і НАСА.

## Історія
Astra була заснована як Ventions LLC в 2005 році, як компанія, що займається розробкою та обслуговуванням технологій. Первинна робота була зосереджена на новій технології, що дозволяє реалізувати тонкі форсунки і канали охолодження в ракетних двигунах розміром не більше декількох сантиметрів. За цим послідувало використання тієї ж технології для виготовлення невеликих робочих коліс відцентрових насосів з висотою лопатей всього 0,020 дюйма (0,51 мм) і демонстрація невеликих насосів на базі турбомашин для наддуву палива.
У вересні 2016 року Ventions LLC була реорганізована в Astra Inc.
Astra витратила 2019 рік на проектування та складання ракети-носія Rocket 3.0, інтегруючи рухові установки з електричним насосом, авіоніку і інші компоненти.

## Техніка

### Rocket 3
Rocket 3.0 являє собою двоступеневу ракету висотою 11,6 і діаметром 1,32 м. Носієм може виводити на 500-кілометрову сонячно-синхронну орбіту до 150 кг корисного навантаження.
Перша ступінь оснащена п'ятьма рідинними двигунами Delphin, тягою 140 кН. Паливні насоси ЖРД приводяться в дію електродвигунами подібно до того, як це зроблено в ЖРД «Резерфорд», встановлених на ракеті Electron компанії Rocket Lab. Двигуни першого ступеня названі «Дельфін» на честь дельфіноподібного грецького морського бога — вони розташовані концентрично по вершинах рівностороннього п'ятикутника, на відміну від інших п'ятидвигунних схем (так, п'ять двигунів на першому і другому ступенях «Сатурна-5» були розташовані по вершинах квадрата з одним двигуном в центрі).
Друга ступінь оснащена двигуном Aether.
За твердженням компанії, ця ракета буде найпростішим і технологічним носієм в світі. Вартість одного старту повинна становити близько 2,5 млн дол. (Для порівняння, запуск ракети важкого класу Falcon 9 компанії SpaceX оцінюється більш ніж в 60 млн дол.). Головна мета компанії — створити дуже недорогу ракету. Наприклад, стартовий розрахунок в місці запуску ракети Rocket 3.2 складався лише з 5 осіб, управління здійснюється з центру в Каліфорнії.
Ракети компанії Astra зроблені з «дуже тонкого алюмінію», на відміну від дорогих і трудомістких матеріалів, таких як вуглецеве волокно. Відпрацьована ракета майже повністю згорить в атмосфері, і все, що впаде на Землю, в кінцевому підсумку розчиниться в солоній воді океану.
Запуск Rocket 3.0 планувався в березні 2020 року, був скасований. Запуск 12 вересня 2020 РН легкого класу Rocket 3.1 закінчився невдачею, як і запуск РН легкого класу Rocket 3.2 15 грудня 2020 року.

## Виробничі потужності
Завод компанії, розташований в околицях Сан-Франциско, за словами Кемпа, поки може виробляти поки одну-дві ракети на місяць.
Astra створить п'ять ракет Rocket 3.х, перші три з яких називаються «перша з трьох», «друга з трьох» і «третя з трьох». План в тому, щоб запустити першу і подивитися, що станеться. Якщо виникнуть проблеми, які, на думку Лондона і Кемпа, повинні виникнути, інженери визначать проблеми і виправлять їх в другій ракеті. Вони вважають, що в 2020 році буде потрібно три спроби, щоб вийти на орбіту. При цьому четверта і п'ята ракети залишаться в якості запасних.
До кінця 2020 року Astra почне роботу над Rocket 4.0 і планує випустити 25 таких ракет, щоб почати комерційні запуски. Після цього планується побудувати 100 ракет модифікації Rocket 5.0, з більш низькою вартістю і високою потужністю.

## Стартові майданчики
Запуски проводяться з тихоокеанського космодрому Кадьяк на однойменному острові біля берегів Аляски; крім нього, Astra планує задіяти другу пусковий майданчик на Маршаллових островах. Це дозволить їм досягти орбіт з низьким нахилом. Вони також згадали про можливе місце запуску в средньоатлантичному регіональному космопорті (Марс) на острові Уоллопс в штаті Віргінія.